# Tetiana Halicyna
Tetiana Ołeksandriwna Halicyna (ukr. Тетяна Олександрівна Галіцина, ros. Татьяна Александровна Галицына, Tatjana Aleksandrowna Galicyna, ur. 14 grudnia 1984 w Teodozji) – ukraińska artystka sztuki animacji piaskowej i malowania światłem. Założycielka studia artystycznego „Galitsyna Art Group” oraz międzynarodowej sieci szkół artystycznych dla dzieci „Galitsyna Art School”.
Zwyciężczyni 6. edycji programu Mam talent! (2013).

## Życiorys
Pochodzi z niezamożnej rodziny. Pierwsze portrety i obrazki malowała komercyjnie, mając 12 lat, dzięki czemu wsparła rodzinny budżet. W 2005 wyjechała do Charkowa. Uczęszczała do miejscowej szkoły artystycznej dla dzieci. Szybko jednak z niej zrezygnowała, ponieważ nie odpowiadał jej zbyt konserwatywny i tradycyjny system nauczania. Po ukończeniu szkoły ogólnokształcącej, zgodnie z życzeniem rodziców, rozpoczęła naukę w politechnicznym technikum w Teodozji. Technikum ukończyła z wyróżnieniem ze specjalnością „Technolog żywienia”. Ukończyła studia w Charkowskim Uniwersytecie Ekonomicznym.

## Kariera
Pracowała w dziale reklamy w jednej z agencji nieruchomości. Następnie pracowała w banku. Podczas urlopu macierzyńskiego po narodzinach córki w 2009 w pełni poświęciła się sztuce i odkryła piaskową animację. Po opanowaniu techniki malowania piaskiem znalazła podobnych sobie pasjonatów i w 2011 otworzyła w Charkowie artystyczne studio „Art4show”, które zajmuje się organizacją komercyjnych pokazów. Wśród klientów znalazły się największe firmy z Ukrainy i Rosji, takie jak Rosnieft, PrywatBank, Sbierbank Rossii, DCH czy Metinvest.
W 2013 została zaproszona do udziału w eliminacjach do programu Mam talent! odbywających się w Krakowie. Pomyślnie przeszła przez castingi i dostała się do stawki półfinałowej, skąd awansowała do finału rozgrywanego 30 listopada. Zdobyła w nim największą liczbę głosów telewidzów, dzięki czemu zwyciężyła, otrzymując w nagrodę czek o wartości 300 tys. zł. Połowę wygranej sumy przekazała na cele charytatywne, pomagając chorym dzieciom. Po zwycięstwie w programie wraz z rodziną przeniosła się do Warszawy, gdzie otworzyła „Galitsyna Art School”, pierwszą w Polsce szkołę malowania piaskiem. Równolegle ze szkołą prowadzi studio artystyczne „Galitsyna Art Group”, której podopieczni uczestniczą w licznych przeglądach i konkursach talentów, jak również występują regularnie w rosyjskich programach stacji TV1.
W 2014 wraz z innymi finalistami programu wystąpiła w spektaklu „Magic Malbork 2014”. Była gościem honorowym na ważnych masowych wydarzeniach kulturalnych, takich jak Małopolski Festiwal Sztuki „Karpaty OFFer” w Nowym Sączu, XII Festiwal Książki w Puławach czy Festiwal Teatralny w Nowym Sączu.
W 2015 namalowała piaskowy klip reklamowy Igrzyska Olimpijskie w Rio de Janeiro, a także występowała w czasie wydarzenia zorganizowanego przez Banco Bradesco, jednego ze sponsorów olimpiady. Wyprodukowała też piaskowy klip animowany „Mój świat 2015” na zlecenie ukraińskiej filii ONZ. Brała udział w ceremonii otwarcia XXII Ogólnopolskiej Olimpiady Młodzieży w Sportach Zimowych 2016 w Karpaczu, występuje też na wydarzeniach organizowanych przez władze polskich miast. W 2016 była jurorką na festiwalu Internationale Sand Malerei Festival w Hamburgu i gościem specjalnym na Warsaw Challenge 2016, wystąpiła też podczas koncertu z okazji 20. rocznicy Konstytucji Ukrainy, podczas którego przedstawiła piaskiem 20 lat tragicznych zmagań Ukrainy w procesie tworzenia ustawy zasadniczej.
Współtworzyła teledyski dla Marcina Millera, Haliny Mlynkovej, De Mono czy Jauhiena Litwinkowicza. Namalowała ekskluzywne portrety dla wielu osób publicznych, takich jak Agustin Egurrola, Agnieszka Chylińska, Małgorzata Foremniak, Marcin Prokop, Szymon Hołownia, Patricia Kaas czy Dżamała.